# Vittoria Luisa di Prussia
Vittoria Luisa di Germania e Prussia (Potsdam, 13 settembre 1892 – Hannover, 11 dicembre 1980) era la nonna materna della Regina Sofia di Spagna e dell'ex Re Costantino II degli Elleni.

## Biografia

### Infanzia ed educazione

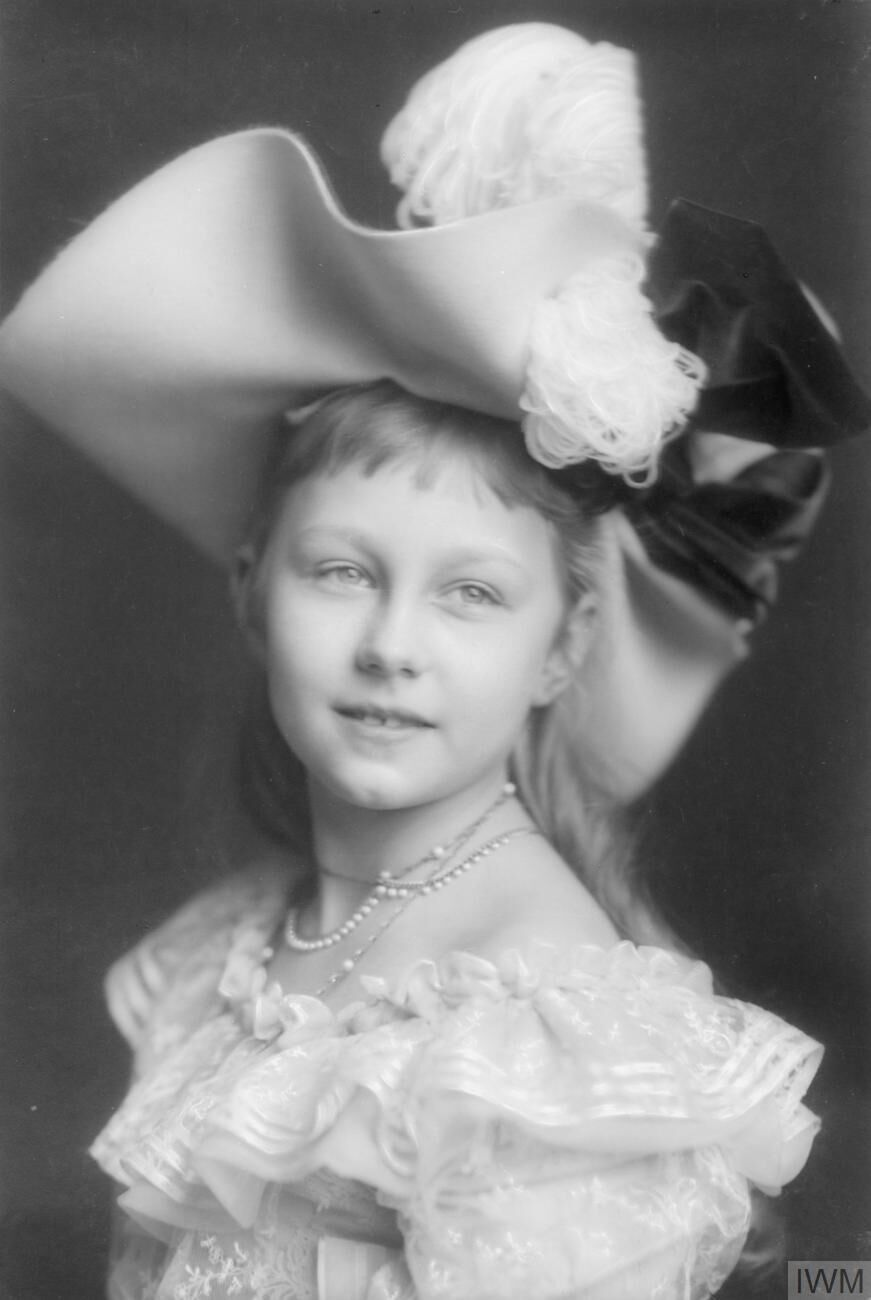
Vittoria Luisa, all'età di 10 anni.

Era la settima figlia, e l'unica femmina, dell'imperatore Guglielmo II di Germania, e di sua moglie, Augusta Vittoria di Schleswig-Holstein-Sonderburg-Augustenburg. "Dopo sei figli, Dio ci ha dato il nostro settimo figlio, una piccola ma molto forte figlioletta," così l'imperatrice scrisse nel suo diario subito dopo la nascita di Vittoria Luisa. In famiglia veniva chiamata Sissy.
Lo storico Justin C. Vovk scrisse che Vittoria Luisa era intelligente come sua nonna paterna, Vittoria di Sassonia-Coburgo-Gotha, maestosa e dignitosa come sua madre, ma imperiosa e volitiva come suo padre. Le piaceva essere al centro dell'attenzione ed era la preferita di suo padre. Secondo il suo fratello maggiore, il principe ereditario Guglielmo, Vittoria Luisa era "l'unica di noi che fosse riuscita, nella sua infanzia, a conquistare un posto "nel cuore del padre". Nel 1902, la sua governante inglese Anne Topham osservò, nel loro primo incontro, che la principessa era cordiale, energica e litigava sempre con il suo fratello maggiore, il principe Gioacchino.

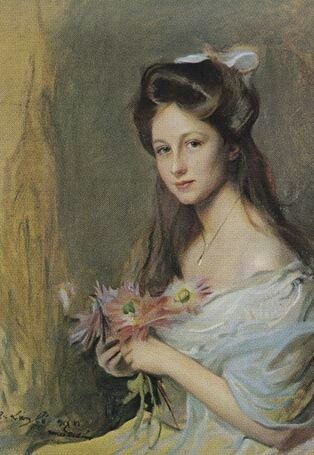
Vittoria Luisa di Prussia ritratta da Philip de László nel 1907

Nel 1905, la principessa studiò musica con la pianista Sandra Drouker. Nel maggio 1911, Vittoria Luisa si recò in Inghilterra a bordo della Hohenzollern con i suoi genitori, dove fecero visita a loro cugino, re Giorgio V, per l'inaugurazione di una statua della regina Vittoria di fronte a Buckingham Palace.

### Matrimonio

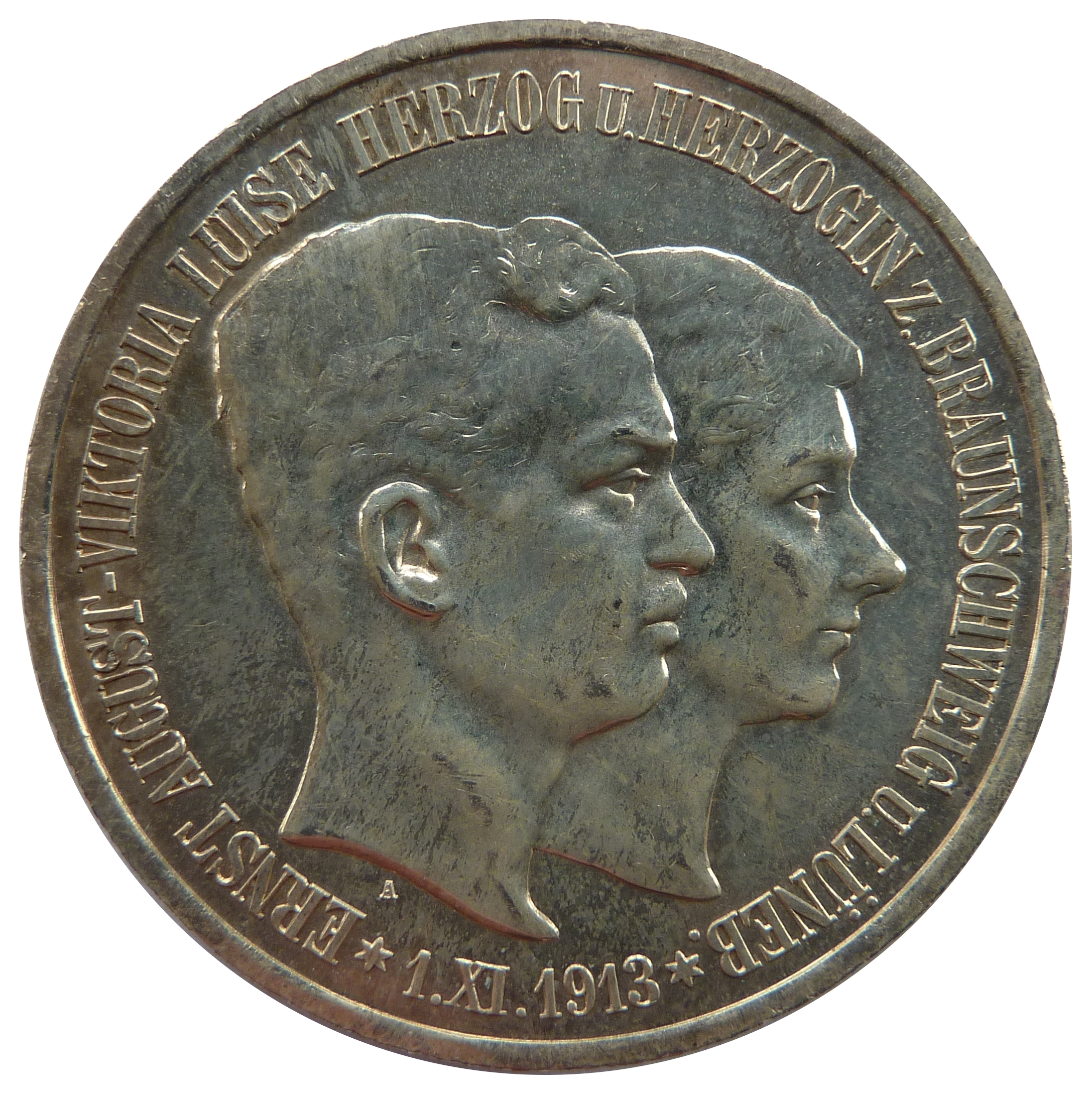
L'effigie di Ernesto Augusto di Hannover e della principessa Vittoria Luisa di Hohenzollern su di una moneta da 5 marchi

Nel 1912 Ernesto Augusto, erede al titolo di Duca di Cumberland, e nipote di Cristiano IX di Danimarca attraverso la figlia di quest'ultimo, la Principessa Thyra di Danimarca, giunse alla corte di Berlino per ringraziare l'imperatore per aver partecipato al funerale di suo fratello. Mentre si trovava a Berlino Ernesto Augusto e Vittoria Luisa si innamorarono. Fu un vero colpo di fulmine. Tuttavia le trattative del loro matrimonio vennero trascinate per mesi a causa di questioni politiche. Il principe ereditario di Prussia fu scontento della questione e volle che Ernesto Augusto rinunciasse ai suoi diritti sul trono di Hannover; in un compromesso, fu deciso che Ernesto Augusto avrebbe rinunciato a tutti i suoi titoli tranne a quello di duca di Brunswick.

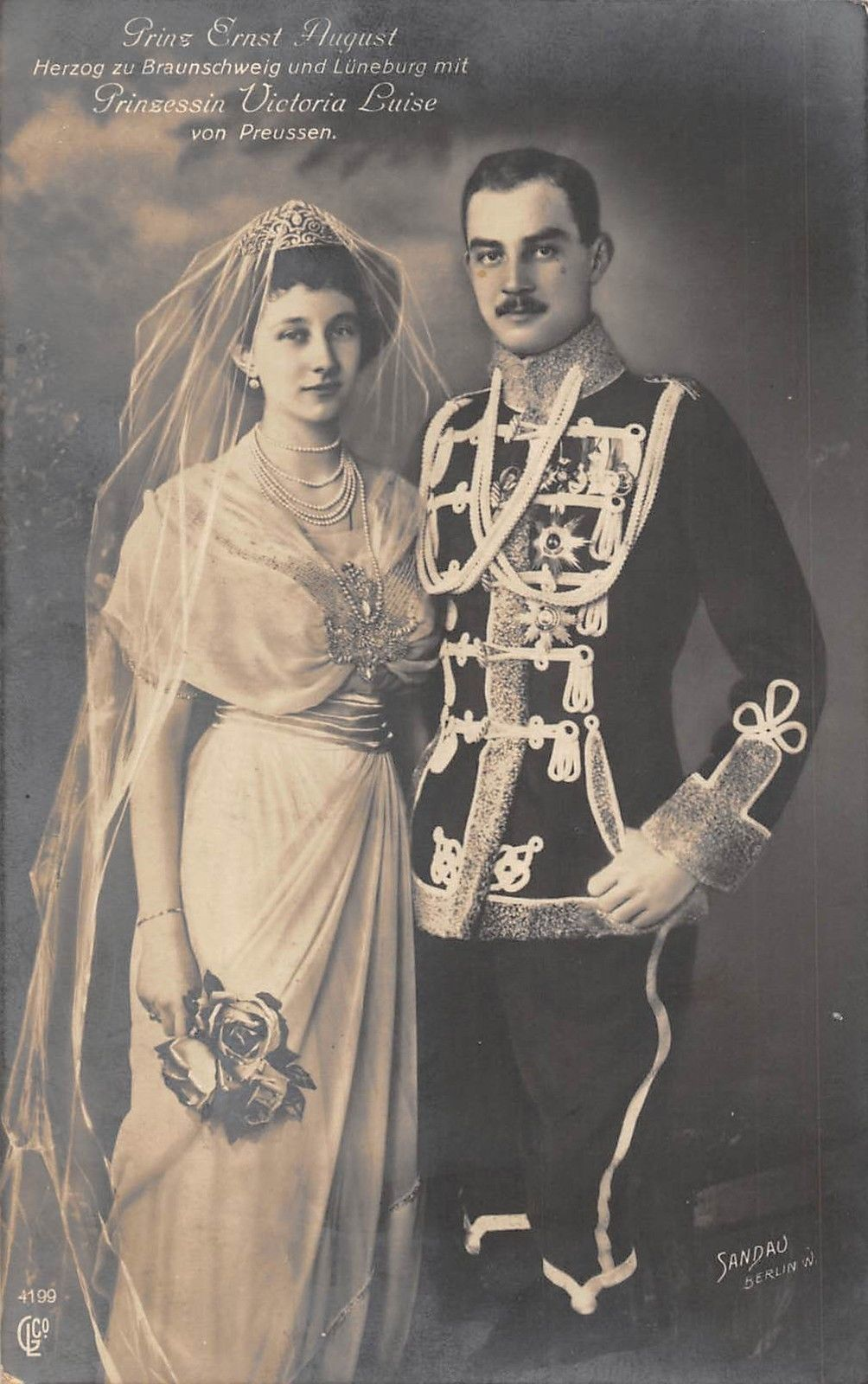
Vittoria Luisa ed Ernesto Augusto il giorno del loro matrimonio

Il loro matrimonio venne celebrato il 24 maggio 1913 a Berlino e pose fine ad una spaccatura tra il Casato di Hannover ed il Casato di Hohenzollern. Il The Times lo descrisse come un Romeo e Giulietta con un lieto fine. Il loro matrimonio fu uno degli ultimi grandi avvenimenti sociali della regalità europea prima della I Guerra Mondiale. Fu celebrato alla presenza di Giorgio V del Regno Unito e dello Zar Nicola II di Russia, così come altri importanti reali. La festa di nozze comprendeva 1.200 ospiti. L'Imperatrice Augusta Vittoria prese male la separazione dalla figlia minore ed unica figlia femmina, e trascorse la notte piangendo.

### Duchessa di Brunswick

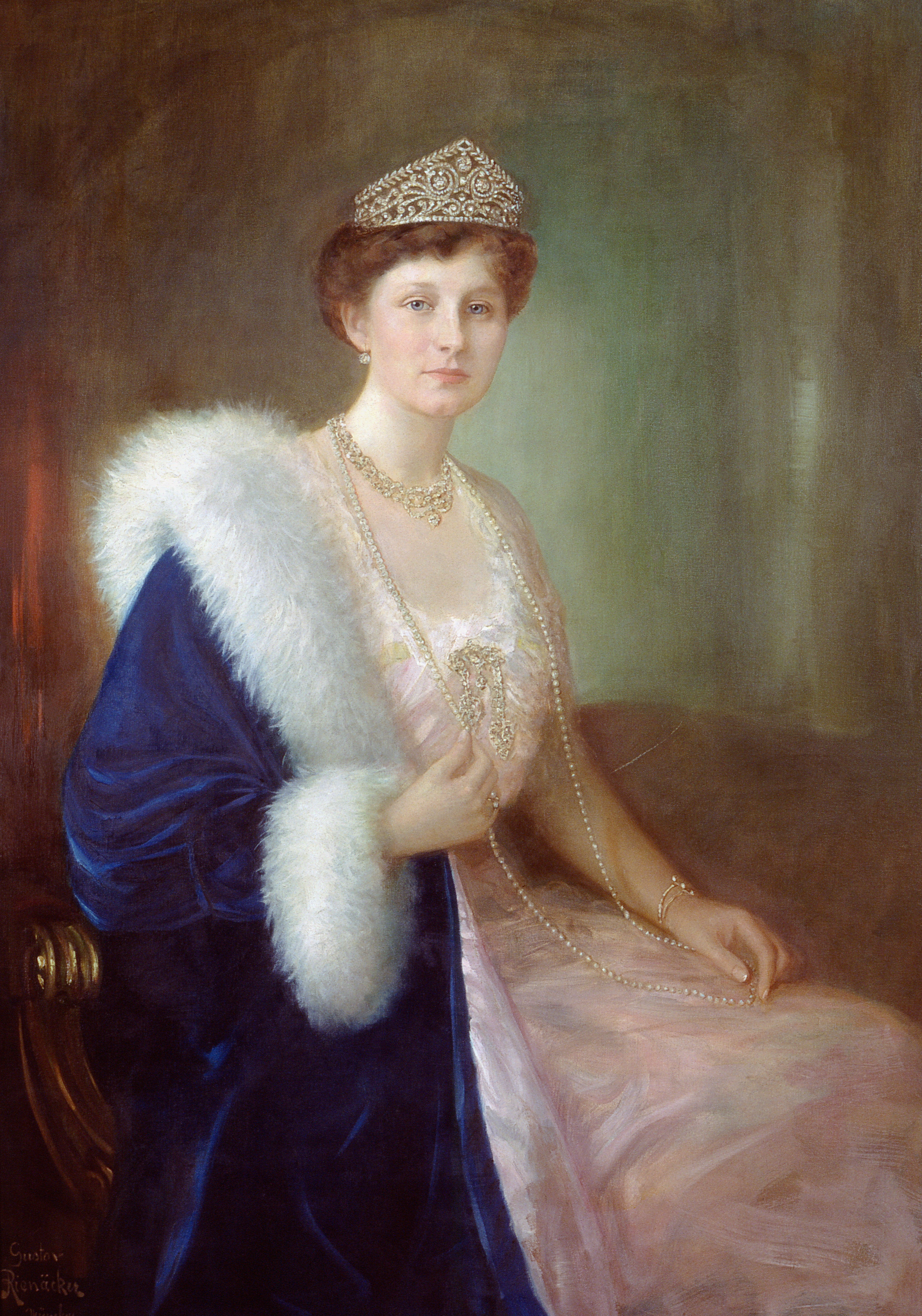
Ritratto di Vittoria Luisa di Prussia, duchessa di Brunswick
Gustav Rienäcker, 1913

Nello stesso anno, Guglielmo II decise di nominare Ernesto Augusto duca regnante di Brunswick, un titolo che era stato vacante per anni. Il nuovo duca e duchessa si trasferirono nella capitale di Braunschweig e iniziarono la loro vita insieme.
Dopo la prima guerra mondiale e la costituzione della Repubblica di Weimar, il ducato di Brunswick venne abolito.

### Seconda guerra mondiale

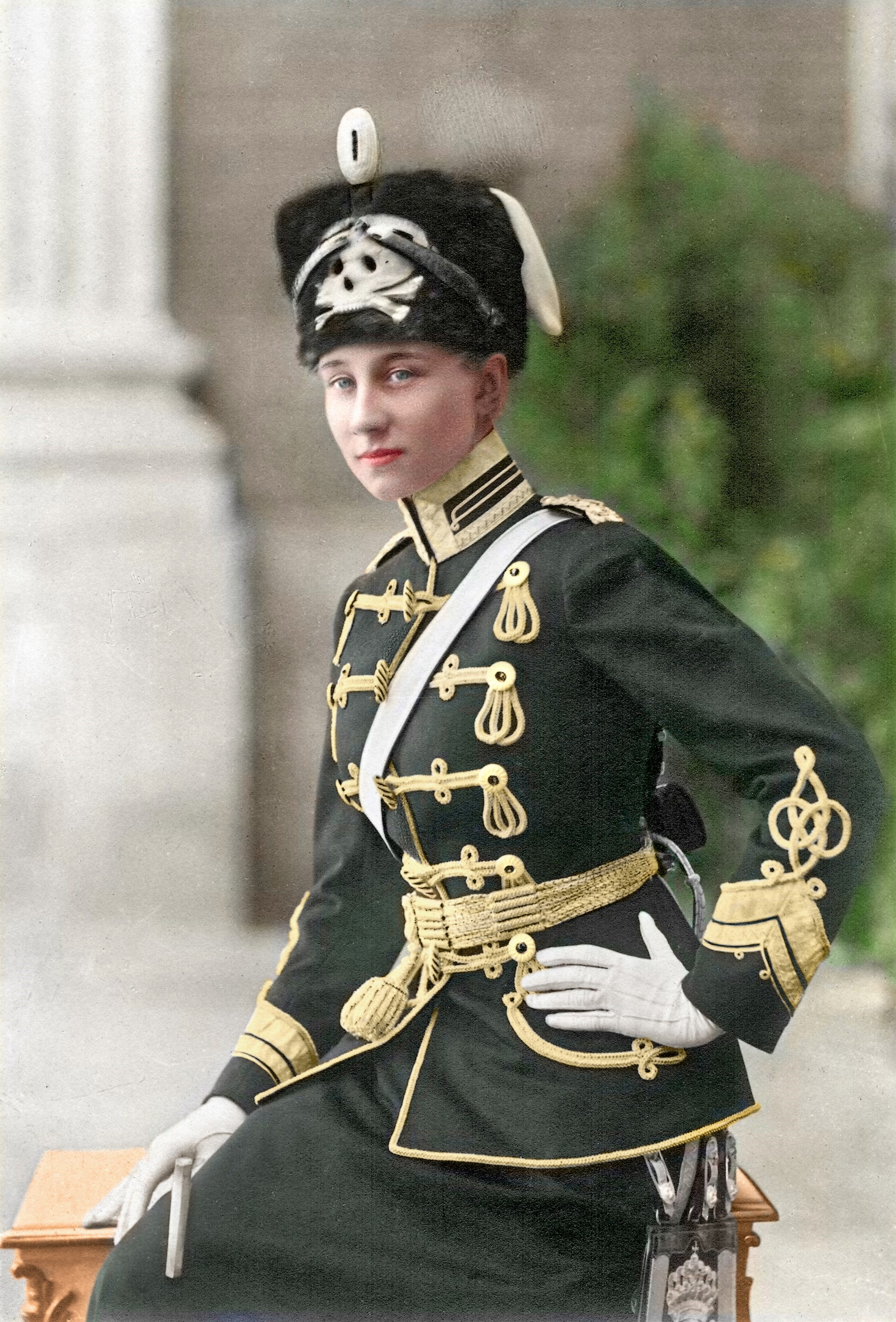
La duchessa Vittoria Luisa in uniforme

La seconda guerra mondiale vide l'ascesa della Germania nazista. Molti dei fratelli di Vittoria Luisa aderirono al partito nazista. Mentre Ernesto Augusto non aderì mai ufficialmente al partito, donò i fondi e fu vicino a diversi leader. Come ex principe britannico, Ernesto Augusto così come Vittoria Luisa desideravano un riavvicinamento tra Inghilterra e Germania. Apparentemente volendo perseguire un'alleanza con il Regno Unito, a metà degli anni 1930, Adolf Hitler approfittò del loro sentimento chiedendo alla coppia di organizzare un incontro tra la loro figlia, la principessa Federica e il Principe di Galles. Il duca e la duchessa di Brunswick rifiutarono, ritenendo che la differenza di età fosse troppo grande.
Nel maggio 1941, Vittoria Luisa si recò in visita dal padre a Doorn. L'ex kaiser si riprese abbastanza al momento della partenza della figlia, ma morì il mese successivo, in presenza della sua seconda moglie, Erminia di Reuss-Greiz.

### Ultimi anni e morte

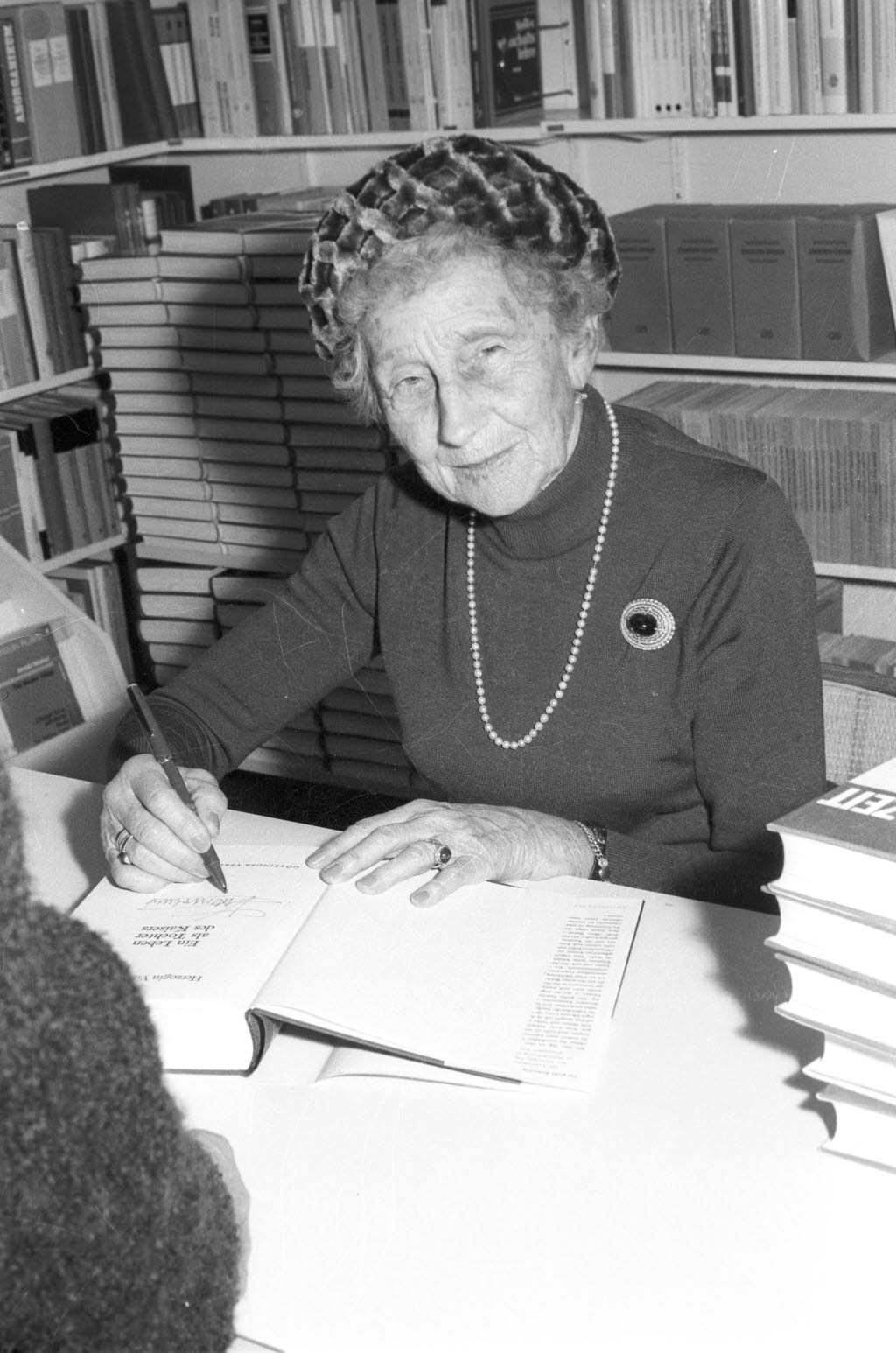
Vittoria Luisa fotografata in tarda età

Dopo la guerra, Vittoria Luisa trascorse molto del suo tempo sostenendo progetti di restauro del palazzo, feste dell'alta società, la caccia e l'allevamento di cavalli. Ha anche trascorso del tempo sostenendo cause filantropiche, per esempio sostenendo la creazione di strutture per le vacanza per bambini a basso reddito.
Vittoria Luisa morì ad Hannover l'11 dicembre 1980.

## Discendenza

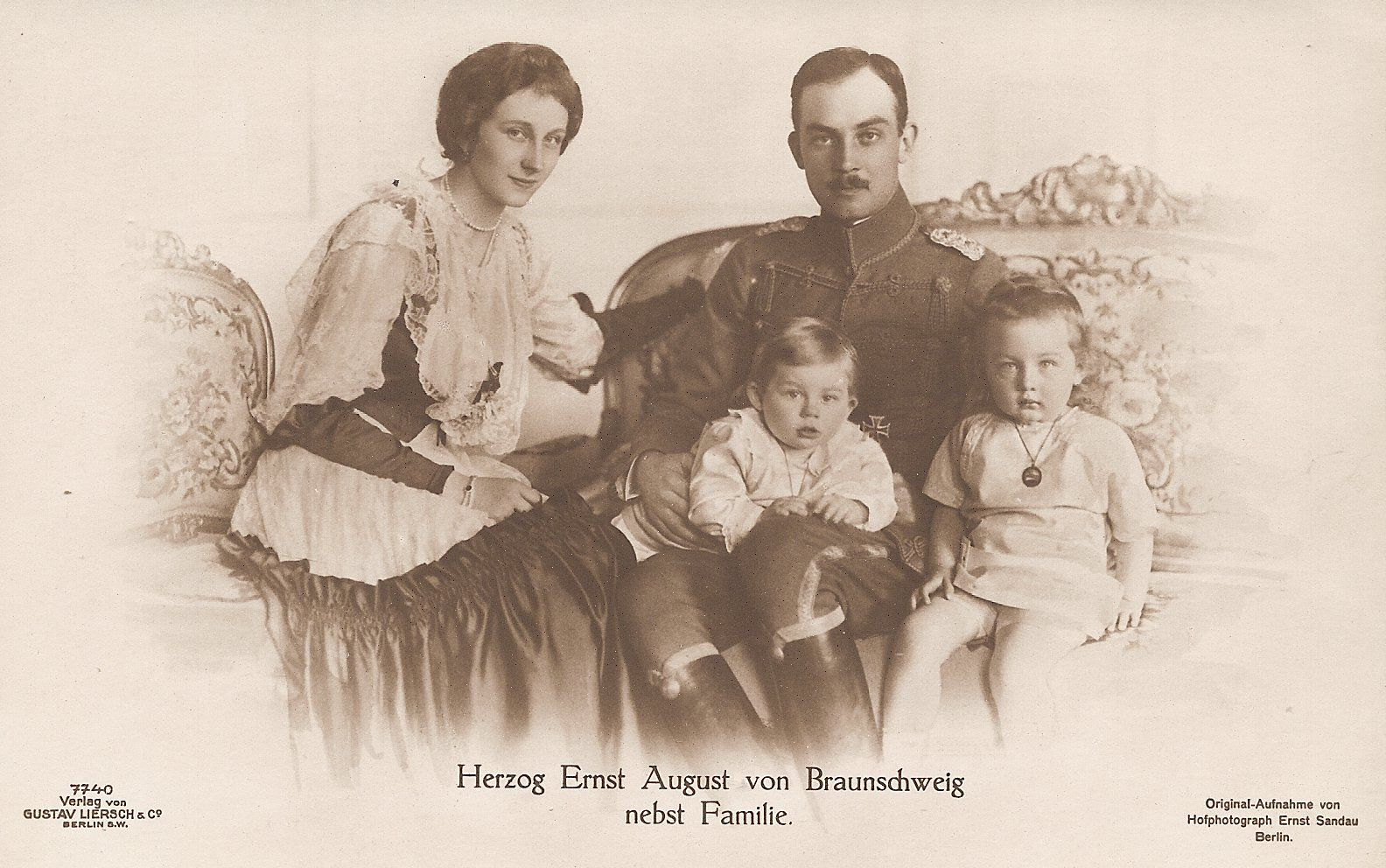
Vittoria Luisa e la sua famiglia nel 1916

Vittoria Luisa ed Ernesto Augusto ebbero cinque figli:
| Nome                                      | Nascita           | Morte            | Note |
| ----------------------------------------- | ----------------- | ---------------- | --- |
| Ernesto Augusto, Principe di Hannover     | 18 marzo 1914     | 9 dicembre 1987  | sposò in prime nozze nel 1951, la Principessa Ortrud di Schleswig-Holstein-Sonderburg-Glücksburg; ebbe figli. sposò in seconde nozze nel 1981, la Contessa Monika di Solms-Laubach; senza figli. |
| Principe Giorgio Guglielmo                | 25 marzo 1915     | 8 gennaio 2006   | sposò nel 1946, la Principessa Sofia di Grecia e Danimarca; ebbe figli. |
| Principessa Federica, Regina degli Elleni | 18 aprile 1917    | 6 febbraio 1981  | sposò nel 1938, Paolo di Grecia; ebbe figli. |
| Principe Christian Oscar                  | 1º settembre 1919 | 10 dicembre 1981 | sposò nel 1963, Mireille Dutry (nata il 10 gennaio 1946); divorziati nel 1976; ebbe figli. |
| Principe Guelfo Enrico                    | 11 marzo 1923     | 12 luglio 1997   | sposò nel 1960, la Principessa Alexandra di Ysenburg und Büdingen; senza figli. |

## Nella cultura di massa
“Die Prinzessin von Preussen” (La Principessa di Prussia, Vittoria Luisa) dell'artista Shaun von Knasick della band Star Chamber pubblicato dalla Toten Troll Records, Londra, Inghilterra, 2003.

## Ascendenza
|                                                                |                                                         |                                                                     | Genitori                                   |  |  | Nonni |  |  | Bisnonni                |  |  | Trisnonni                         |  |
|                                                                |                                                         |                                                                     |                                            |  |  |       |  |  | Guglielmo I di Germania |  |  | Federico Guglielmo III di Prussia |  |
|                                                                |                                                         |                                                                     |                                            |  |  |       |  |  | Guglielmo I di Germania |  |  | Federico Guglielmo III di Prussia |  |
|                                                                |                                                         | Luisa di Meclemburgo-Strelitz                                       |                                            |  |  |       |  |  | Guglielmo I di Germania |  |  |                                   |  |
| Federico III di Germania                                       |                                                         |                                                                     |                                            |  |  |       |  |  | Guglielmo I di Germania |  |  |                                   |  |
|                                                                |                                                         | Augusta di Sassonia-Weimar-Eisenach                                 | Carlo Federico di Sassonia-Weimar-Eisenach |  |  |       |  |  |                         |  |  |                                   |  |
|                                                                |                                                         | Augusta di Sassonia-Weimar-Eisenach                                 | Carlo Federico di Sassonia-Weimar-Eisenach |  |  |       |  |  |                         |  |  |                                   |  |
|                                                                |                                                         | Augusta di Sassonia-Weimar-Eisenach                                 | Maria Pavlovna di Russia                   |  |  |       |  |  |                         |  |  |                                   |  |
| Guglielmo II di Germania                                       |                                                         | Augusta di Sassonia-Weimar-Eisenach                                 |                                            |  |  |       |  |  |                         |  |  |                                   |  |
|                                                                |                                                         | Alberto di Sassonia-Coburgo-Gotha                                   | Ernesto I di Sassonia-Coburgo-Gotha        |  |  |       |  |  |                         |  |  |                                   |  |
|                                                                |                                                         | Alberto di Sassonia-Coburgo-Gotha                                   | Ernesto I di Sassonia-Coburgo-Gotha        |  |  |       |  |  |                         |  |  |                                   |  |
|                                                                |                                                         | Alberto di Sassonia-Coburgo-Gotha                                   | Luisa di Sassonia-Gotha-Altenburg          |  |  |       |  |  |                         |  |  |                                   |  |
| Vittoria di Gran Bretagna                                      |                                                         | Alberto di Sassonia-Coburgo-Gotha                                   |                                            |  |  |       |  |  |                         |  |  |                                   |  |
|                                                                |                                                         | Vittoria del Regno Unito                                            | Edoardo Augusto di Hannover                |  |  |       |  |  |                         |  |  |                                   |  |
|                                                                |                                                         | Vittoria del Regno Unito                                            | Edoardo Augusto di Hannover                |  |  |       |  |  |                         |  |  |                                   |  |
|                                                                |                                                         | Vittoria del Regno Unito                                            | Vittoria di Sassonia-Coburgo-Saalfeld      |  |  |       |  |  |                         |  |  |                                   |  |
| Vittoria Luisa di Prussia                                      |                                                         | Vittoria del Regno Unito                                            |                                            |  |  |       |  |  |                         |  |  |                                   |  |
|                                                                | Cristiano di Schleswig-Holstein-Sonderburg-Augustenburg | Federico Cristiano II di Schleswig-Holstein-Sonderburg-Augustenburg |                                            |  |  |       |  |  |                         |  |  |                                   |  |
|                                                                | Cristiano di Schleswig-Holstein-Sonderburg-Augustenburg | Federico Cristiano II di Schleswig-Holstein-Sonderburg-Augustenburg |                                            |  |  |       |  |  |                         |  |  |                                   |  |
|                                                                | Cristiano di Schleswig-Holstein-Sonderburg-Augustenburg | Luisa Augusta di Danimarca                                          |                                            |  |  |       |  |  |                         |  |  |                                   |  |
| Federico VIII di Schleswig-Holstein-Sonderburg-Augustenburg    | Cristiano di Schleswig-Holstein-Sonderburg-Augustenburg |                                                                     |                                            |  |  |       |  |  |                         |  |  |                                   |  |
|                                                                |                                                         | Luisa Sofia di Danneskiold-Samsøe                                   | Cristiano Corrado di Danneskiold-Samsøe    |  |  |       |  |  |                         |  |  |                                   |  |
|                                                                |                                                         | Luisa Sofia di Danneskiold-Samsøe                                   | Cristiano Corrado di Danneskiold-Samsøe    |  |  |       |  |  |                         |  |  |                                   |  |
|                                                                |                                                         | Luisa Sofia di Danneskiold-Samsøe                                   | Giovanna Kaas di Mur                       |  |  |       |  |  |                         |  |  |                                   |  |
| Augusta Vittoria di Schleswig-Holstein-Sonderburg-Augustenburg |                                                         | Luisa Sofia di Danneskiold-Samsøe                                   |                                            |  |  |       |  |  |                         |  |  |                                   |  |
|                                                                |                                                         | Ernesto I di Hohenlohe-Langenburg                                   | Carlo Ludovico I di Hohenlohe-Langenburg   |  |  |       |  |  |                         |  |  |                                   |  |
|                                                                |                                                         | Ernesto I di Hohenlohe-Langenburg                                   | Carlo Ludovico I di Hohenlohe-Langenburg   |  |  |       |  |  |                         |  |  |                                   |  |
|                                                                |                                                         | Ernesto I di Hohenlohe-Langenburg                                   | Amalia Enrichetta di Solms-Baruth          |  |  |       |  |  |                         |  |  |                                   |  |
| Adelaide di Hohenlohe-Langenburg                               |                                                         | Ernesto I di Hohenlohe-Langenburg                                   |                                            |  |  |       |  |  |                         |  |  |                                   |  |
|                                                                |                                                         | Feodora di Leiningen                                                | Emilio Carlo di Leiningen                  |  |  |       |  |  |                         |  |  |                                   |  |
|                                                                |                                                         | Feodora di Leiningen                                                | Emilio Carlo di Leiningen                  |  |  |       |  |  |                         |  |  |                                   |  |
|                                                                |                                                         | Feodora di Leiningen                                                | Vittoria di Sassonia-Coburgo-Saalfeld      |  |  |       |  |  |                         |  |  |                                   |  |
|                                                                |                                                         | Feodora di Leiningen                                                |                                            |  |  |       |  |  |                         |  |  |                                   |  |

## Titoli e trattamento
- 13 settembre 1892 – 24 maggio 1913: Sua Altezza Reale, la principessa Vittoria Luisa di Prussia
- 24 maggio – 1º novembre 1913: Sua Altezza Reale, la principessa Ernesto Augusto di Hannover
- in Gran Bretagna: Sua Altezza Reale, la principessa Ernesto Augusto di Cumberland
- 1º novembre 1913 – 30 gennaio 1953: Sua Altezza Reale, la Duchessa di Brunswick
- 20 gennaio 1953 – 11 dicembre 1980: Sua Altezza Reale, la Duchessa vedova di Brunswick

Come moglie di un principe del Casato di Hannover, Vittoria Luisa deteneva anche i titoli di Principessa di Hannover, Principessa di Gran Bretagna e Irlanda e Duchessa di Brunswick e Lunenburg.

## Commissioni reggimentali[15]
- Regimentschefin e Oberst à la suite (Colonnello onorario) del 2. Leib-Husaren Regiment Königin Victoria von Preußen Nr. 2, circa 1909

## Pubblicazioni
Traduzioni approssimative dei titoli in italiano sono riportati in parentesi.
- Ein Leben als Tochter des Kaisers ("Vita come figlia dell'imperatore")
- Im Strom der Zeit ("Nel corso del tempo")
- Bilder der Kaiserzeit ("Immagini di epoca imperiale")
- Vor 100 Jahren ("100 Anni fa")
- Die Kronprinzessin ("La Principessa Ereditaria", riferito alla cognata, la Duchessa Cecilia di Meclemburgo-Schwerin)
- Deutschlands letzte Kaiserin ("L'ultima Imperatrice di Germania", riferito alla madre, Augusta Vittoria di Schleswig-Holstein)